# 綠山城市旗
綠山城市旗是波蘭盧布斯卡省綠山城的城市象徵之一。

## 設計
綠山城市的旗幟分為三個區域。旗幟左側有一條垂直的黃色條紋，其長度等於旗幟的1/3。在右側，它被分成兩個大小相等的水平條紋，頂部為白色，底部為綠色，其的長度等於旗幟的2/3。旗幟比例的高度與寬度的長寬比為5:8。黃色條紋象徵著這座城市對中世紀中期統治該地區的西里西亞皮亞斯特王朝的歷史效忠，其徽章以黃色為背景。白色條紋象徵著這座城市悠久的紡織工業傳統，綠色條紋則象徵著這座城市的釀酒和葡萄栽培傳統。

## 歷史
該旗幟於1965年9月16日由市議會設立，是波蘭最古老的城市旗幟之一。最初，旗幟比例為1:2，後來改為5:8。